# 박용진 (배우)
박용진(1982년 3월 10일 ~ )은 대한민국의 남성 배우이다.

## 출연작

### 영화
- 2013년 《노브레싱》 - 버스기사 역
- 2010년 《의형제》 - 뚜이안 남편, 장유신 역
- 2008년 《원스 어폰 어 타임》 - 야쿠자 두목 역
- 2004년 《그녀를 믿지 마세요》 - 만석 역
- 2004년 《어깨동무》 - 배칠수 역
- 2002년 《좋은 사람 있으면 소개시켜 줘》 - 닭살커플 남 역
- 2002년 《해적, 디스코왕 되다》 - 야시 똘마니 3 역
- 2002년 《휘파람 공주》 - 승대 역
- 2000년 《동감》
- 1997년 《창》
- 1996년 《축제》 - 대선 역
- 1993년 《참견은 노 사랑은 오예》 - 야구부 역
- 1990년 《순돌이와 리틀 야구군단》

### TV 드라마
- 2017년 OCN 《블랙》
- 2016년 KBS 《월계수 양복점 신사들》
- 2016년 KBS 《동네변호사 조들호》 - 용수 역
- 2015년 KBS 《가족을 지켜라》
- 2010년 KBS 《제빵왕 김탁구》 - 고재복 역
- 2008년 KBS 《쾌도 홍길동》 - 장 내시 역
- 2007년 채널CGV《정조암살미스터리: 8일》 - 이명식 역
- 2007년 KBS 《고달픈 가족》 - 고석수 역
- 2006년 KBS 《서울 1945》 - 인민군 간부 역

### 라디오 프로그램
- 2016년 EBS 《EBS 책 읽는 라디오 낭독 시리즈》

## 광고
- 1999년 한국마즈 스니커즈
- 2000년 테크노필 하이홈쩜컴(hihome.com)
- 2000년 KT Na

## 사건
2010년 8월 18일 음주측정 거부